# NGC 3222
NGC 3222 (другие обозначения — UGC 5610, MCG 3-27-11, ZWG 94.18, PGC 30377) — линзообразная галактика (SB0) в созвездии Льва. Открыта Августом Виннеке в 1855 году.
В галактике наблюдается рентгеновский источник 2XMM J102234.5+195315. С учётом расстояния в 83,2 мегапарсека от Млечного Пути до галактики, светимость рентгеновского источника в диапазоне 0,3—10 кэВ составляет 6⋅1039 эрг/с. Его спектр хорошо описывается моделью излучения абсолютно чёрного тела.
Этот объект входит в число перечисленных в оригинальной редакции «Нового общего каталога».